# Paul Bourget
Paul Bourget (Amiens, 2. rujna 1852. – Pariz, 25. prosinca 1935.) bio je francuski pjesnik i novelist.
Bio je jako popularan u katoličko-konzervativnim krugovima. U svome romanu „Učenik” (Le Disciple; 1889.) izriče svojevrsnu idealističku reakcija na scijentizam i pozitivizam. Bourget je u svojim djelima zagovarao vjersku obnovu društva kroz crkveni nauk.
Objavio je dvije putopisne knjige: „Dojmovi iz Italije” (Sensations d’Italie; 1881.) i „Preko mora, bilješke iz Amerike” (Outre-mer: notes sur l’Amérique; 1895.).